# Tranquilla (Coquimbo)
Tranquilla es una localidad perteneciente a la comuna de Salamanca, Región de Coquimbo. Se ubica en la riberas del Río Choapa y conectada por la ruta D-385. Además se encuentra a 30 km de Salamanca y limita con las localidades de Chillepín y Cuncumén. Según el censo chileno de 2017 cuenta con una cantidad de 734 habitantes y su superficie es de 0,7 km². 